# Sven Hamrin
Sven Helge Hamrin, född 30 mars 1941 i Härnösands församling, Västernorrlands län, död 25 januari 2018 i Härnösands domkyrkodistrikt, var en svensk tävlingscyklist.
Han blev olympisk bronsmedaljör i Tokyo 1964 i 100 kilometer lagtempo tillsammans med Gösta, Sture och Erik Pettersson. Hamrin blev också svensk mästare på 180 kilometer linjelopp samma år. Två år senare skadades han svårt i en bilolycka och därmed var elitkarriären över.